# Intersubiektywna kontrolowalność
Intersubiektywna kontrolowalność jest to cecha pojęć naukowych, ściśle związana z racjonalizmem. Według niej pojęcia naukowe posiadają następujące cechy:
- dowolny badacz będzie w stanie zrozumieć treść danego pojęcia naukowego bez przytaczania żadnych przenośni,
- dowolny badacz będzie miał możliwość sprawdzenia zasadności twierdzenia zawartego w danym pojęciu naukowym, gdy wystąpią ku temu odpowiednie warunki.